# 太田守幸
太田 守幸（おおた もりゆき）は、(有)ラパン代表取締役。技術士建設部門。東京理科大学理工学部講師、非営利特定法人ぐんま理事。

## 来歴
1981年に東京大学工学部都市工学科を卒業して同大学院工学系研究科都市工学専門課程に進み、1983年に修了した。（財）日本システム開発研究所研究員を経て現職。
著書に『イギリスの都市再生戦略』（共著、風土社）『都市計画と地方分権』（共著、学芸出版会）『市民版まちづくりプラン実践ガイド』（共著、学芸出版会）など。